# Hélène de Pourtalès
Hélène de Pourtalès, född 1868, död 1945, var en amerikansk seglare. Hon deltog i Olympiska sommarspelen 1900 som representant för Schweiz och blev den första kvinna som deltog för detta land, liksom den första kvinna överhuvudtaget som vann en olympisk guldmedalj. 